# Megachile merrilli
Megachile merrilli är en biart som beskrevs av Cockerell 1918. Megachile merrilli ingår i släktet tapetserarbin, och familjen buksamlarbin. Inga underarter finns listade i Catalogue of Life.